# Rewa

Rewa-distriktets läge i delstaten Madhya Pradesh och i Indien.

Rewa är en stad i den indiska delstaten Madhya Pradesh och är centralort i ett distrikt med samma namn. Folkmängden uppgick till cirka 235 000 invånare vid folkräkningen 2011. Rewa var förr huvudstad i en vasallstat med samma namn i brittiska Indien, och även huvudstad i delstaten Vindhya Pradesh som existerade 1948 till 1956.
Rewa-distriktets utsträckning i öst-västlig riktning är som mest 125 km, och i nord-sydlig riktning 96 km.